# 生物组织光学窗口
生物组织光学窗口（或近紅外窗口、治療窗口）指的是光在生物组织内穿透深度达到最大值的波长区间，一般处于近红外波长范围内。在可见-近红外波段，散射是光与组织间最主要的作用形式，导致光在传播过程中迅速弥散。由于散射增大了光子在组织内的传播距离，因而光子为组织所吸收的概率也随之增大。实际上，散射效应随波长变化很小，因此，生物组织光学窗口的范围主要受限于组织的吸收，其下限（短波长一端）由血液吸收所决定，上限（长波长一端）则由水的吸收所决定。对于光学成像和光热治疗等应用而言，选择位于光学窗口波长范围内的合适光源，对于提高成像（治疗）效率、提高穿透深度、降低光致组织损伤，有着十分重要的意义。

## 生物组织各组分的吸收

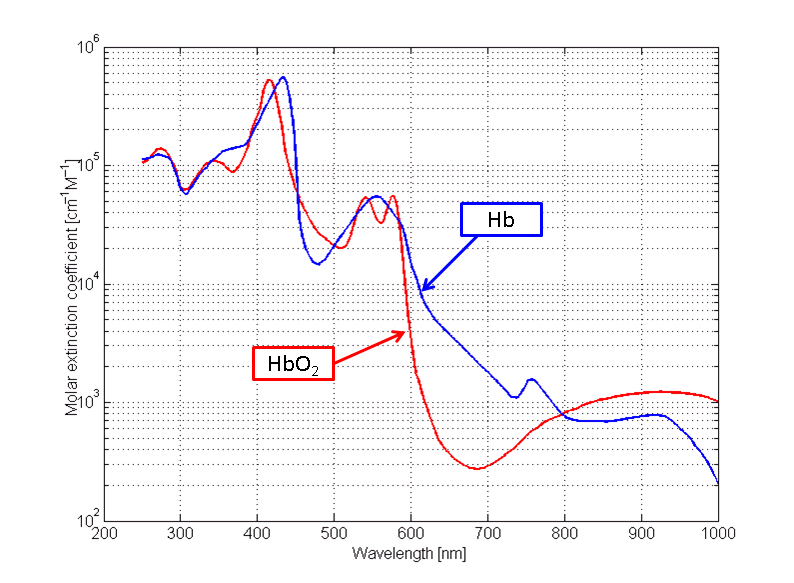
图1：氧合血红蛋白和脱氧血红蛋白的摩尔消光系数。

吸收系数（{\displaystyle \mu _{a}\,}）指光子通过单位距离时被吸收的概率。组织的不同组分有着不同的{\displaystyle \mu _{a}\,}值；同时，{\displaystyle \mu _{a}\,}还是波长的函数。另外，摩尔消光系数({\displaystyle \varepsilon \,})也是用来衡量组织吸收性质的重要参数，可以从{\displaystyle \mu _{a}\,}计算得到。组织内不同发色团的吸收性质将在下面讨论。

### 血液
血液中含有两种形式的血红蛋白：氧合血红蛋白({\displaystyle HbO_{2}\,})与氧分子结合，而脱氧血红蛋白({\displaystyle Hb\,}) 则不与氧分子结合。图1显示了归一化后的氧合血红蛋白和脱氧血红蛋白的吸收光谱。在420纳米、580纳米处，({\displaystyle Hb\,}) 分别达到最大和次大的摩尔消光系数峰值，在580纳米以上其消光则随波长上升而下降；({\displaystyle HbO_{2}\,})表现出类似的趋势，不同的是其在410纳米处达到最大消光峰，在550纳米和600纳米处达到次大消光峰。而在600纳米以上波长，({\displaystyle HbO_{2}\,})摩尔消光系数的降低要比({\displaystyle Hb\,}) 更快。{\displaystyle Hb\,}与{\displaystyle HbO_{2}\,}摩尔消光系数曲线相交的点称为等吸收点。

原则上，通过测定一份血样在两个不同波长下的吸收系数，就可以根据下式计算出血样中氧合血样蛋白{\displaystyle HbO_{2}\,}和脱氧血红蛋白{\displaystyle Hb\,}的浓度：

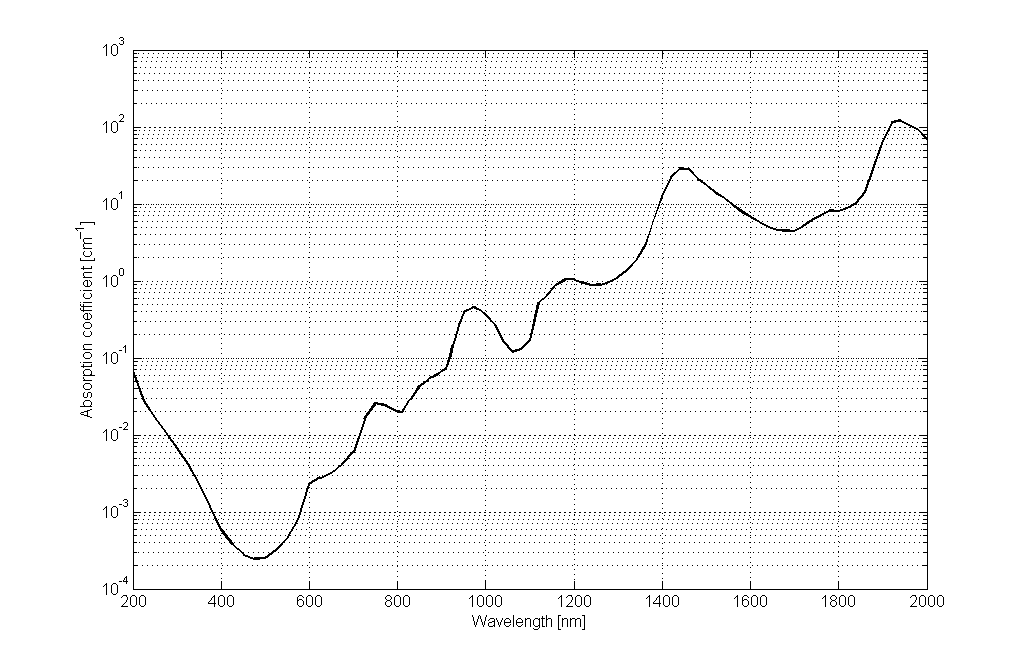
图2：水的吸收光谱。

{\displaystyle \mu _{a}(\lambda _{1})=\ln(10)\varepsilon _{HbO2}(\lambda _{1})C_{HbO2}+\ln(10)\varepsilon _{Hb}(\lambda _{1})C_{Hb}\,}
{\displaystyle \mu _{a}(\lambda _{2})=\ln(10)\varepsilon _{HbO2}(\lambda _{2})C_{HbO2}+\ln(10)\varepsilon _{Hb}(\lambda _{2})C_{Hb}\,}
其中，{\displaystyle \lambda _{1}\,}和{\displaystyle \lambda _{2}\,}表示两个不同的波长；{\displaystyle \varepsilon _{HbO2}\,}和{\displaystyle \varepsilon _{Hb}\,}分别是{\displaystyle HbO_{2}\,}和{\displaystyle Hb\,}的摩尔消光系数；{\displaystyle C_{HbO2}\,}和{\displaystyle C_{Hb}\,}则分别是{\displaystyle HbO_{2}\,}和{\displaystyle Hb\,}的浓度。血氧饱和度（{\displaystyle SO_{2}\,}）可表示为
{\displaystyle SO_{2}={\frac {C_{HbO2}}{C_{HbO2}+C_{Hb}}}}

### 水
尽管水对于可见光几乎透明，但在近红外区则有着较强的吸收。考虑到组织中水所占的比例之高，水也就成了影响组织光学穿透性的关键组分之一。水在250-1000纳米范围内的吸收光谱见图2。

对组织总吸收贡献较小的其他组分则包括了黑色素和脂肪等。

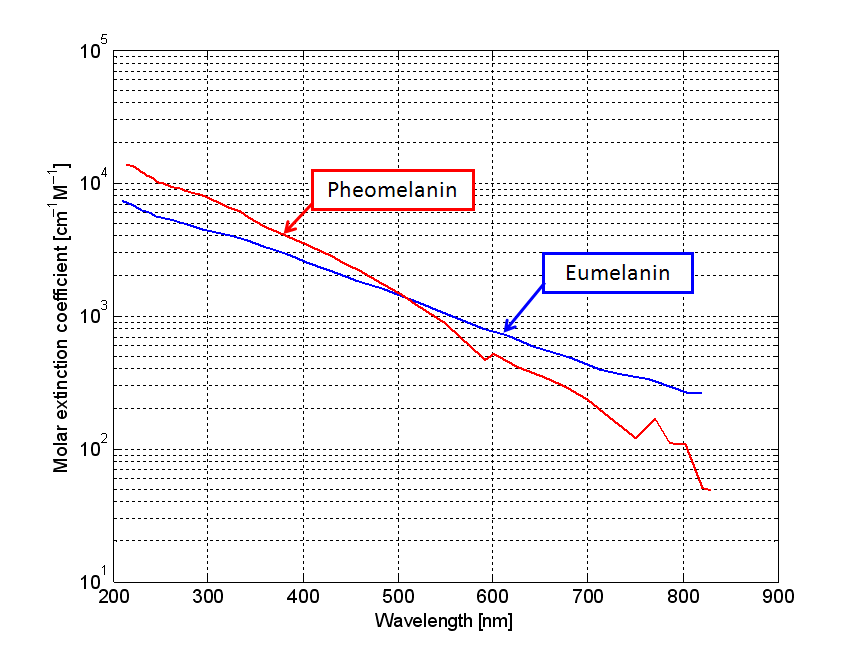
图3：真黑色素和褐黑素的消光光谱。

### 黑色素
黑色素是一种存在于皮肤中表皮层内的发色团，能够避免组织受到有害的紫外线照射。当黑素细胞受到阳光照射刺激时，就会产生黑色素。在某些组分中，黑色素是最强的光吸收体，不过由于浓度较低，其对总吸收的贡献往往小于其他组分。黑色素可以分为两类：黑/棕色的真黑色素和红/黄色的褐黑素。二者的消光光谱见图3。

### 脂肪
尽管吸收较弱，脂肪也是组织中浓度较高的组分之一（10%-40%）。哺乳动物的脂肪吸收光谱很少被报道，图4显示了经过提纯的猪油的吸收光谱。

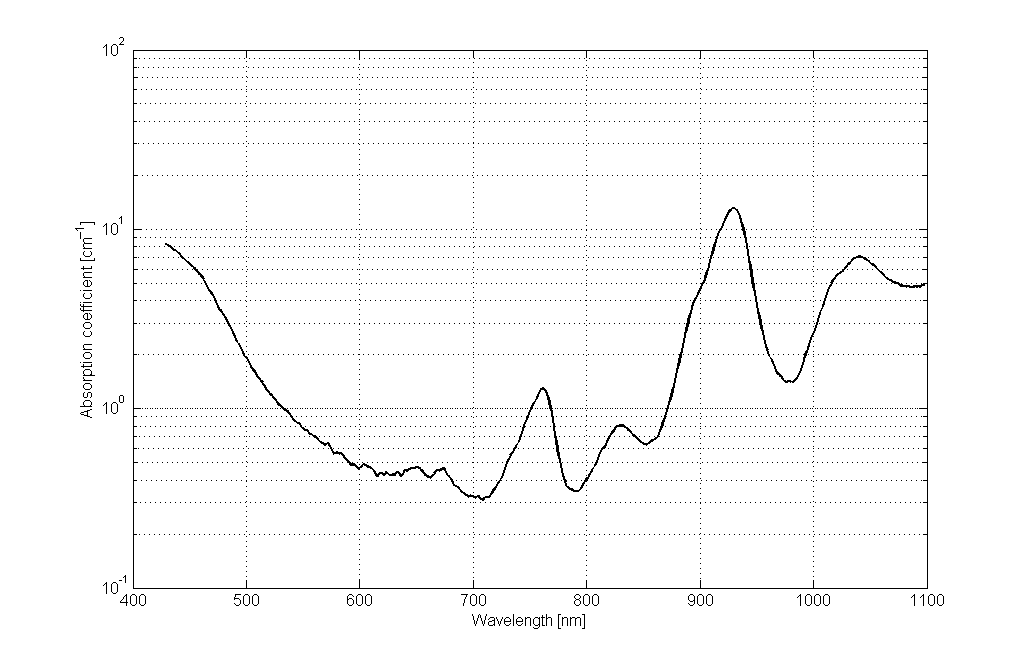
图4：猪油的吸收光谱。

## 生物组织各组分的散射
光学散射发生在组织内部折射率发生变化处，而这可能出现在从细胞膜到细胞内部的任何地方。一般来说，细胞核和线粒体是细胞中最重要的散射体，这些散射体的尺寸可以从100纳米至6微米不等。而这类在细胞器上发生的散射大多是前向散射。

生物组织内的散射一般用散射系数来表示。与吸收系数的定义相似，它指的是光子在穿过单位距离时发生散射的概率。

## 有效衰减系数
组织吸收与散射所导致的光衰减可以用有效衰减系数 ({\displaystyle \mu _{eff}\,})表示：

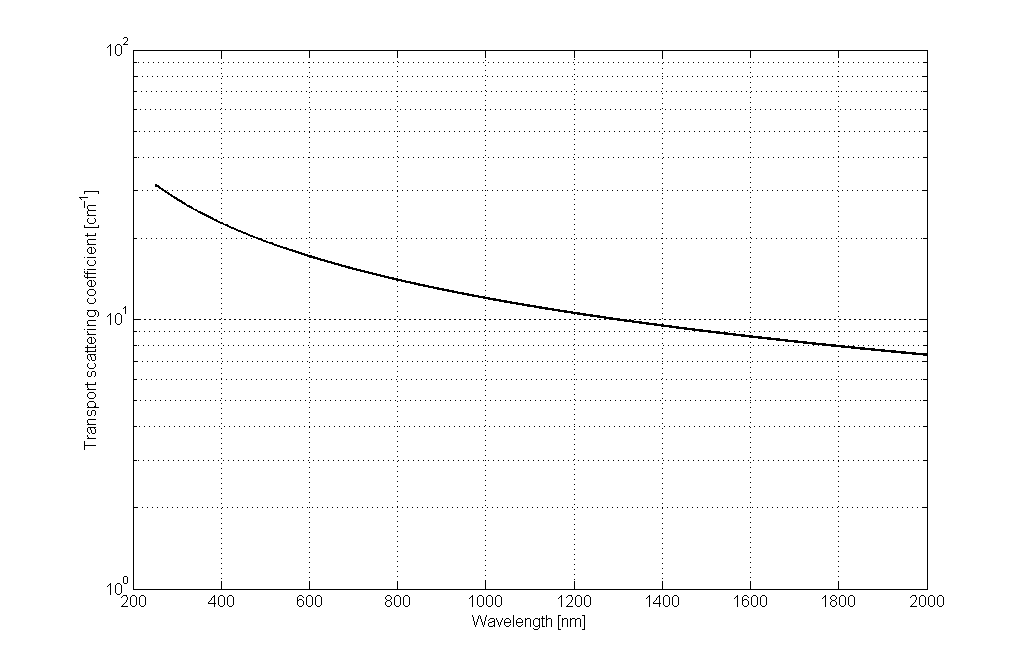
图5：传播散射系数随波长的变化（人类乳房组织）。

{\displaystyle \mu _{eff}={\sqrt {3\mu _{a}(\mu _{a}+\mu '_{s})}}}

其中{\displaystyle \mu _{s}^{'}}称为传播散射系数，定义为
{\displaystyle \mu '_{s}=\mu _{s}(1-g)\,}

这里{\displaystyle g}表示组织的各向异性，一个典型的取值是0.9。图5显示了乳房组织中的传播散射系数随波长的变化，可以看出该系数与波长见大致存在{\displaystyle \lambda \,^{-0.7}}的依赖关系。当组织深度较深（{\displaystyle d\,} >> 1/ {\displaystyle \mu '_{s}\,}）时，有效衰减系数的大小将决定光在组织内的穿透深度。

## 生物组织光学窗口范围的估计
基于组织吸收光谱或有效衰减系数光谱，可以对光学窗口的范围加以估计。具体说来，在不同类型组织中，光学窗口的范围也会有一定的变化。这不仅是由于不同组织中的血红蛋白总含量不同，也与不同组织中的血氧饱和度差异关系甚大。以下是几个例子，在这些例子中血红蛋白浓度均假定为2.3毫摩尔/升。
吸收系数最小值点λmin = 686 nm; 光学窗口 = (634 - 756) nm. 
吸收系数最小值点λmin = 730 nm; 光学窗口 = (664 - 932) nm. 
吸收系数最小值点λmin = 730 nm; 光学窗口 = (656 - 916) nm. 

动脉的吸收光谱:{\displaystyle SaO_{2}\,} ≈ 98%（动脉血氧饱和度）。在此情形下氧合血红蛋白占据主导地位，其吸收对吸收光谱（黑线）和有效衰减系数光谱（紫线）都提供了主要的贡献（见图6a）。

静脉的吸收光谱:{\displaystyle SvO_{2}\,} ≈ 60%（静脉血氧饱和度）。在此情形下氧合血红蛋白与脱氧血红蛋白的贡献相当。

乳房组织的吸收光谱:要定义{\displaystyle StO_{2}\,}（乳房组织的血样饱和度），就需要先了解该组织中动脉血和静脉血的比例。这里采用了动脉血和静脉血之比为20%/80%的经验数字。这样就可以计算出总的血样饱和度为{\displaystyle StO_{2}\,} = 0.2 x {\displaystyle SaO_{2}\,} + 0.8 x {\displaystyle SvO_{2}\,} ≈ 70%。

得到上述吸收光谱或有效衰减系数光谱后，通过取倒数就可以获得有效穿透深度曲线（如图7）。判断光学窗口范围的一个有效方法即截取该曲线的半峰全宽。

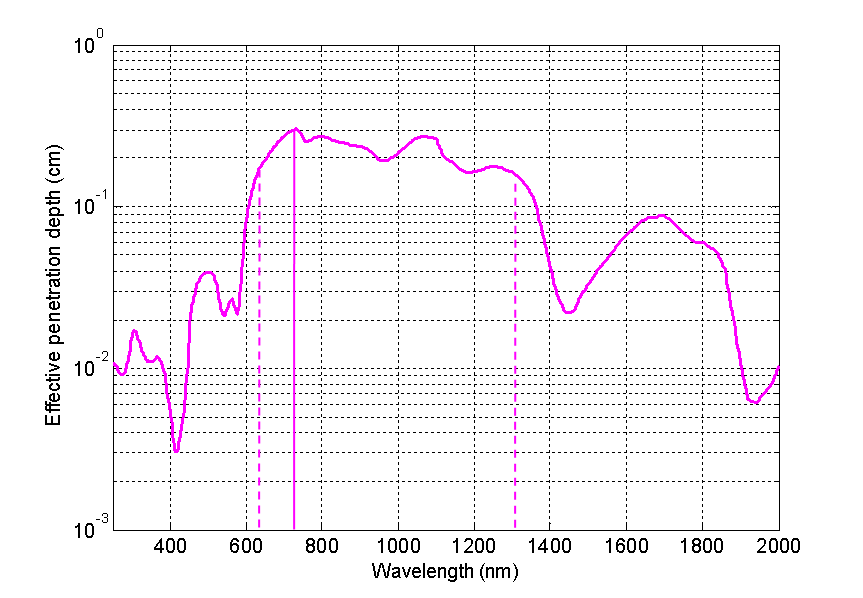
图7：乳房组织的有效穿透深度光谱。